# Франческо Коко
Франческо Коко (итал. Francesco Coco; 8. јануар 1977) је бивши италијански фудбалер и национални репрезентативац.

## Клупска каријера
Коко је фудбалску каријеру започео у јуниорима Милана док је 1995. пребачен у сениорски тим. Са клубом је 1996. и 1999. освојио 2 скудета али је био и на позајмицама у Виченци, Торину и Барселони.
Године 2002. је у трансферној размени између Интера и Милана отишао у редове градског ривала док је Кларенс Седорф постао Миланов играч. Франческо Коко је за Интер наступао пет сезона а то раздобље су му обележиле повреде. У једном интервјуу је изјавио да је клупско водство погрешило кад га је у новембру 2003. послало на поновљену операцију. Уместо месец дана колико је требало да траје опоравак, Коко је одсуствовао са терена две године.
Сезону 2005/06. је провео на позајмици у Ливорну, будући да је одбијен његов прелазак у енглески Њукасл иако је за клуб одиграо пријатељску утакмицу против нижелигаша Идинга. Током лета 2006. Коко је одлучио пронаћи нови клуб али будући да су сви преговори пропали, Интер га је поново послао на позајмицу, овај пут у Торино. Током јануара 2007. био је на проби у Манчестер ситију али након три дана речено му је да није у плановима клуба. Касније су се енглески медији расписали о томе како је Сити изгубио интерес за Кока након што је овај запалио цигарету током тренинга.
Завршетком прелазног рока Коко се вратио у матични Интер с којим је обострано раскинуо уговор 7. септембра 2007. Касније је Коко објавио прекид играчке каријере због жеље да се бави глумом иако су се појавиле гласине да су за њега заинтересовани МЛС клубови Њујорк ред булси и Њу Ингланд револушн.

## Репрезентативна каријера
Пре дебија за сениорску репрезентацију, Франческо Коко је играо за У18, У-21 и У-23 саставе док је 2000. године освојио европски наслов са У21 селекцијом.
За Италију је дебитовао 7. октобра 2000. у квалификационој утакмици за СП 2002. против Румуније. Такође, учествовао је на истом турниру те је до прекида репрезентативне каријере одиграо 17 утакмица у дресу Азура.

## Успеси

### Клупски
Милан
- Серија А (2): 1995/96, 1998/99.

Интер
- Куп Италије (1): 2004/05.

### Репрезентативни
Италија
- Европско првенство до 21. године: 2000.
- Медитеранске игре: 1997.